# Утемељена теорија
Утемељена теорија је систематска методологија која је у великој мери примењена на квалитативна истраживања која спроводе друштвени научници. Методологија подразумева изградњу хипотеза и теорија кроз прикупљање и анализу података. Утемељена теорија укључује примену индуктивног закључивања. Методологија је у супротности са хипотетичко-дедуктивним моделом који се користи у традиционалним научним истраживањима.
Студија заснована на утемељеној теорији ће вероватно почети питањем, или чак само прикупљањем квалитативних података. Док истраживачи прегледају прикупљене податке, идеје или концепти постају очигледни истраживачима. За ове идеје/концепте се каже да „излазе“ из података. Истраживачи означавају те идеје/концепте кодовима који сажето сажимају идеје/концепте. Како се више података прикупља и поново прегледа, кодови се могу груписати у концепте вишег нивоа, а затим у категорије. Ове категорије постају основа хипотезе или нове теорије. Дакле, утемељена теорија се доста разликује од традиционалног научног модела истраживања, где истраживач бира постојећи теоријски оквир, развија једну или више хипотеза изведених из тог оквира, а тек онда прикупља податке у сврху процене валидности хипотеза.